# Hypercompe albicornis
Hypercompe albicornis là một loài bướm đêm thuộc phân họ Arctiinae, họ Erebidae.